# Adam Ladebäck
Adam Josef Lennart Ladebäck (Visby, 19 februari 1992) is een Zweeds voetbalscheidsrechter. Hij is in dienst van FIFA en UEFA sinds 2022. Ook leidt hij sinds 2018 wedstrijden in de Allsvenskan.
Op 11 november 2018 leidde Ladebäck zijn eerste wedstrijd in de Zweedse nationale competitie. Tijdens het duel tussen Djurgårdens IF en IK Sirius (1–0) trok de leidsman tweemaal de gele kaart. In Europees verband debuteerde hij op 26 juli 2022 tijdens een wedstrijd tussen KF Ballkani en La Fiorita in de eerste voorronde van de UEFA Conference League; het eindigde in 6–0 en de Zweedse leidsman gaf vier gele kaarten, waarvan twee aan dezelfde speler. Zijn eerste interland floot hij op 6 juni 2025, toen Ierland met 1–1 gelijkspeelde tegen Senegal door doelpunten van Kasey McAteer en Ismaïla Sarr. Tijdens dit duel gaf Ladebäck twee gele kaarten.
In mei 2024 werd Ladebäck aangesteld als scheidsrechter voor de finale van de Svenska Cupen, tussen Malmö FF en Djurgårdens IF (1–1, 4–2 na strafschoppen).

## Interlands
| Datum       | Plaats          | Wedstrijd         | Uitslag | Competitie        | Kreeg geel | Kreeg voor de tweede keer geel en dus rood | Weggestuurd |
| ----------- | --------------- | ----------------- | ------- | ----------------- | ---------- | ------------------------------------------ | ----------- |
| 6 juni 2025 | Dublin, Ierland | Ierland – Senegal | 1 – 1   | Vriendschappelijk | 2          | 0                                          | 0           |

Laatst bijgewerkt op 7 juni 2025.